# Vision of the Seas (schip, 1998)
De Vision of the Seas is een cruiseschip van Royal Caribbean International.
De Vision of the Seas heeft haar plaatsje in haar eigen klasse, de Vision klasse. Het schip is 264 meter lang en 32 meter breed. Het kan 2.435 passagiers en 765 bemanningsleden vervoeren. De maximumsnelheid van het schip is 22 knopen (wat ongeveer gelijk is aan 40 km/u).

## Concept

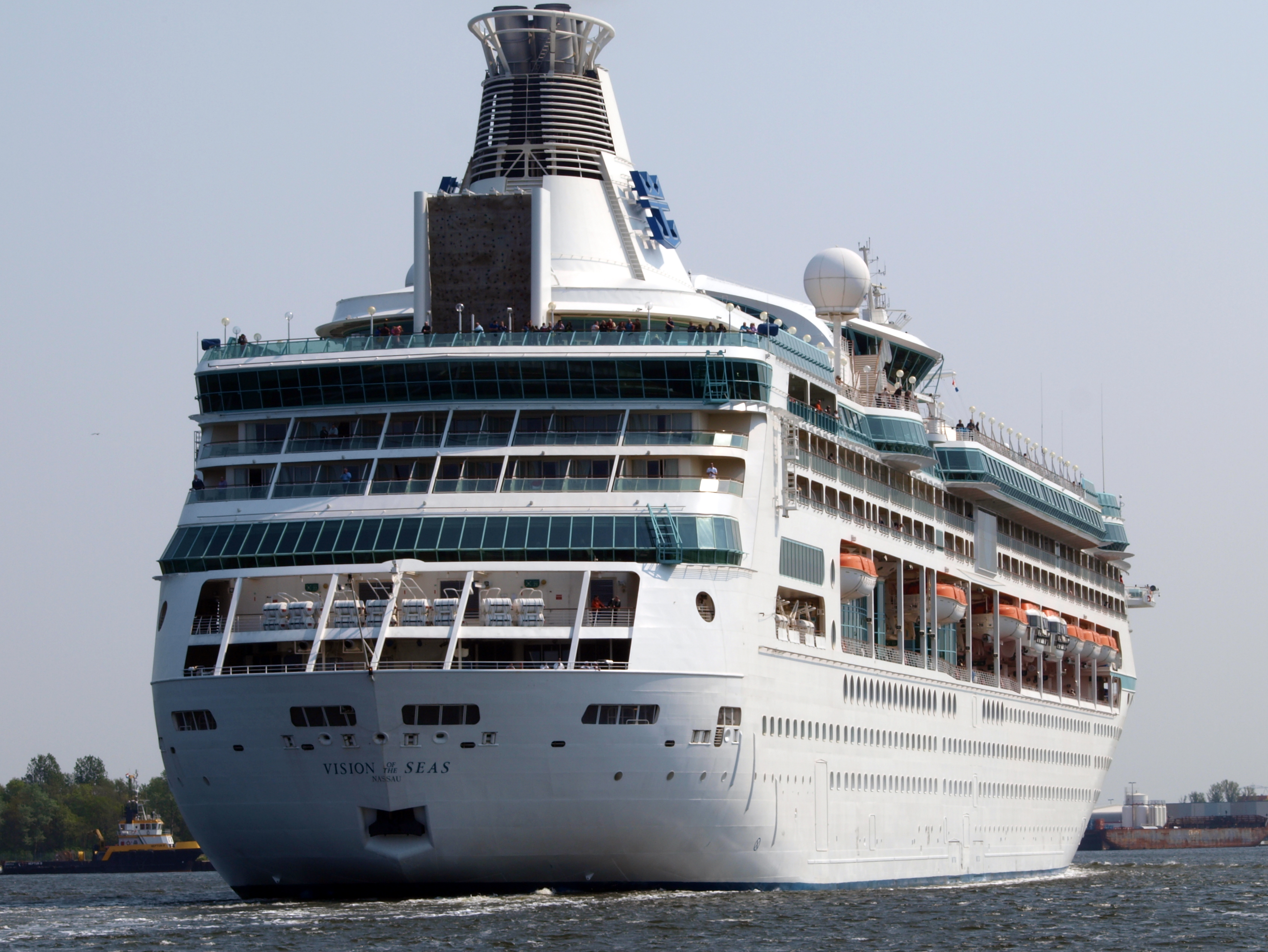
Achterkant van de Vision of the Seas

De Vision of the Seas is een schip in de Visionklasse. Het is een intiemer en kleiner schip dan andere cruiseschepen van Royal Caribbean.